# ニナ・フォック
ニナ・フォック（Nina Foch, 1924年4月20日 - 2008年12月5日）はオランダ出身の女優でアメリカ合衆国で主に活躍。本名はNina Consuelo Maud Fock。英語ではFuckを連想させる苗字であるため、ニーナ・フォッシュと発音する。

## 略歴
父は作曲家・指揮者のディルク・フォック、母は第一次世界大戦前に人気のあったショーガールで女優のコンスエロ・フラワートン。父方の祖父ディルクはオランダ領スリナムや東インドの総督を務めた。10歳のときに家族と共に渡米し、ニューヨークでコンサートのピアニストや画家をへてアメリカン・アカデミー・オブ・ドラマティック・アートに学ぶ。小劇団の舞台に立ったのち、1943年にコロムビア映画と契約。短編映画に出演し、『吸血鬼蘇る』で長編デビューをする。シックでクール、そして貴族的なブロンドの女性役で、1940年代半ばには主演級の女優に成長。1947年にはブロードウェイの舞台に出演するかたわら演出も手掛けた。1954年に映画『重役室』でアカデミー助演女優賞にノミネート。その後、名脇役として50本以上の映画に出演した。1975年からはニナ・フォック・スタジオを創設し、後進の演技指導にあたり、南カリフォルニア大学では教壇にも立った。

## 出演作品
| 公開年    | 邦題 原題                                              | 役名                     | 備考                              |
| --------- | ------------------------------------------------------ | ------------------------ | --------------------------------- |
| 1944      | 吸血鬼蘇る The Return of the Vampire                   | ニッキー                 |                                   |
| 1944      | 狼人間の絶叫 Cry of the Werewolf                       | マリー                   |                                   |
| 1945      | 楽聖ショパン A Song to Remember                        | コンスタンツィア         |                                   |
| 1949      | 秘密調査員 The Undercover Man                          | ジュディス・ウォーレン   |                                   |
| 1951      | 巴里のアメリカ人 An American in Paris                  | ミロ                     |                                   |
| 1953      | 君知るや南の国 Sombrero                                | エレーナ                 |                                   |
| 1954      | 重役室 Executive Suite                                 | エリカ・マーティン       |                                   |
| 1954      | 四人のガンマン Four Guns to the Border                 | マギー                   |                                   |
| 1955      | お若いデス You're Never Too Young                      | グレッチェン・ブレンダン |                                   |
| 1955      | 法に叛く男 Illegal                                     | エレン・マイルズ         |                                   |
| 1956      | 十戒 The Ten Commandments                              | ファラオの娘             |                                   |
| 1959      | 札束とお嬢さん Cash McCall                             | モード                   |                                   |
| 1960      | スパルタカス Spartacus                                 | ヘレナ・グラブラス       |                                   |
| 1968      | 刑事コロンボ・殺人処方箋 Columbo: Prescription: Murder | キャロル・フレミング     | テレビ映画                        |
| 1971      | 男と女のあいだ Such Good Friends                       | ジュリーの母親           |                                   |
| 1975      | マホガニー物語 Mahogany                                | ミス・エヴァンス         |                                   |
| 1978      | ジェニファー Jennifer                                  |                          |                                   |
| 1981      | ベストフレンズ Rich and Famous                         | パーティのゲスト         |                                   |
| 1986      | ノーマッズ Nomads                                      | 不動産のエージェント     |                                   |
| 1988      | 想い出のデキシー・レーン Dixie Lanes                   | ヘイゼル                 |                                   |
| 1988      | カンガルーはトップレディがお好き Outback Bound         | サマンサの母親           | テレビ映画                        |
| 1989      | スキン・ディープ Skin Deep                             | アレックスの母親         |                                   |
| 1992      | シドニー・シェルダン/時間の砂 The Sands of Time        | エレン・スコット         | テレビ映画                        |
| 1993      | 硝子の塔 Sliver                                        | エヴリン・マカヴォイ     |                                   |
| 1996      | ラスト・パーティ It's My Party                         | ブランドンの母親         |                                   |
| 1997      | あなたに逢えるその日まで… Til There Was You            | ソフィア・モンロー       |                                   |
| 1998      | 沈黙のジェラシー Hush                                  | アリス                   |                                   |
| 1998      | 疑惑の幻影 Shadow of Doubt                             | シルヴィア               |                                   |
| 2005,2006 | NCIS ～ネイビー犯罪捜査班 NCIS                         | ヴィクトリア・マラード   | テレビシリーズ、2エピソードに出演 |
| 2007      | クローザー The Closer                                  | ドリス                   | テレビシリーズ、1エピソードに出演 |